# Mordfall Lucie Berlin
Der Mordfall Lucie Berlin, der sich im Juni 1904 in Berlin ereignete, gilt als einer der ersten aktenkundigen Anwendungen des Blutartnachweises in einem Strafverfahren. 1901 hatte der Bakteriologe Paul Uhlenhuth den nach ihm benannten Test zur Unterscheidung von Menschen- und Tierblut entwickelt. Bis zum Mordfall Lucie Berlin wurden Blutspuren an etwaigen Tatorten, Kleidern oder möglichen Tatwaffen von Verdächtigen und Tätern oft als Tierblut ausgegeben, der Beweis des Gegenteils war nicht möglich. Im Fall Lucie Berlin wurde der Uhlenhuth-Test in einer Ermittlung angewendet und vor Gericht als Beweismittel zugelassen.
Der tatverdächtige Theodor Berger (* 26. Mai 1869 in Quedlinburg; † 25. Januar 1937 in Berlin-Spandau) wurde im Dezember 1904 wegen der Vergewaltigung und Tötung des Kindes Lucie Berlin zu 15 Jahren Zuchthaus verurteilt. Die Gerichtsmedizin hatte menschliche Blutspuren an einem in der Spree gefundenen Weidenkorb nachgewiesen, der von Bergers Lebensgefährtin, der Prostituierten Johanna Liebetruth (* 1872), als ihr Eigentum identifiziert wurde.

## Der Leichenfund

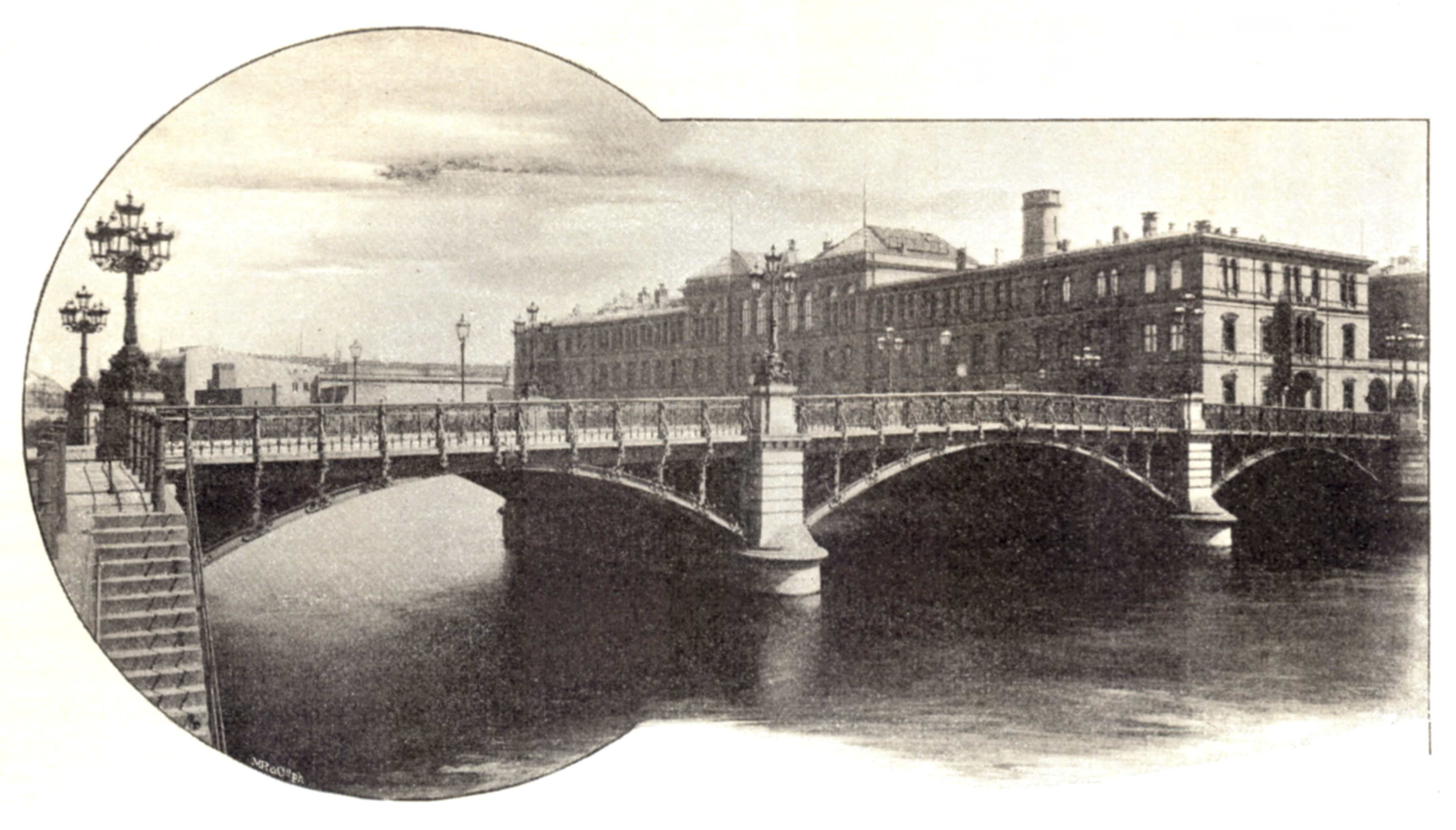
Die Marschallbrücke im Jahr 1896

Am Morgen des 11. Juni 1904 stießen zwei Abfischer auf der Spree in der Nähe der Marschallbrücke auf Höhe des Anwesens Schiffbauerdamm 26 (heute: Marie-Elisabeth-Lüders-Haus) auf ein blutbeflecktes Packpapierbündel, das auf dem Wasser trieb. Unter dem Packpapier trieb der Rumpf eines circa achtjährigen Mädchens. Die Abfischer zogen den Rumpf ins Boot und fuhren zur nächsten Anlegestelle, von wo aus sie die Polizei informierten. Der herbeigerufene Gerichtsarzt Arthur Schulz untersuchte den Rumpf noch am Flussufer und entdeckte deutliche Anzeichen für ein Sexualverbrechen. Dank der gerade neu eingeführten Registraturen dauerte es nicht einmal eine Stunde, bis ein Polizist die Meldung brachte, dass seit dem 9. Juni die achtjährige Lucie Berlin (* 8. Juli 1895; † 9. Juni 1904) aus dem Norden Berlins vermisst wurde. Die Beschreibung der zuletzt getragenen Kleider des Mädchens passte auf die Kleidungsreste am gefundenen Torso. Lucie Berlin war die jüngste Tochter des Zigarrenmachers Friedrich Berlin, wohnhaft in der Ackerstraße 130 in Berlin-Gesundbrunnen. Der Polizeipräsident Georg von Borries ließ Friedrich Berlin holen, um das Kind zu identifizieren, was dem Vater durch eine kleine Narbe unterhalb der Brust auch möglich war.
Der Rechtsmediziner Fritz Straßmann führte die Obduktion des Torsos durch und legte den Zeitpunkt des Todes anhand des Mageninhaltes auf rund eine Stunde nach der letzten Mahlzeit des Kindes, dem Mittagessen am 9. Juni 1904, fest. Straßmann befand, Lucie Berlin sei vergewaltigt und anschließend „mit hoher Wahrscheinlichkeit erwürgt“ worden. Das Abtrennen der Gliedmaßen sei durch „ungeschickte Hände“ erfolgt.

## Die Ermittlungen
Die Polizei nahm ihre Ermittlungen auf und rekonstruierte die letzten Stunden vor dem Tod Lucie Berlins. Die Mutter sagte aus, Lucie sei gegen elf Uhr am Vormittag aus der Schule gekommen, habe im Hof der Mietskaserne gespielt und dann gegen 12 Uhr mit der Familie zu Mittag gegessen. Kurz vor 13 Uhr habe Lucie um den Schlüssel zur Toilette gebeten, die eine halbe Treppe höher lag. Gegen 13:30 Uhr begann man nach Lucie zu suchen und fand die Toilette verschlossen vor. Die Familie befragte Nachbarn und Bekannte nach Lucies Verbleib und erhielt dabei sehr widersprüchliche Angaben. Am Abend ging Friedrich Berlin zur Polizei und meldete seine Tochter als vermisst. Die Polizei befragte die Nachbarn, Lucies Spielkameraden und andere Anwohner der Ackerstraße; dabei häuften sich Aussagen über einen hinkenden Mann zwischen 30 und 40 Jahren mit Bart, Strohhut und schlecht sitzender Hose, der mit einem Kind an der Hand den Torbogen zur Ackerstraße 130 passiert habe und in Richtung Humboldthain gelaufen sei.
Bei der Befragung der Nachbarn stießen die Beamten auf die Prostituierte Johanna Liebetruth, die erst am Vormittag des 11. Juni nach einer dreitägigen Inhaftierung wegen Beleidigung eines Kunden aus dem Gefängnis entlassen worden war. Liebetruth, die auf demselben Flur wohnte wie die Familie Berlin, hatte Besuch von einem Mann namens Theodor Berger, der sich als Altwarenhändler und alter Bekannter Liebetruths vorstellte. Liebetruth erklärte, die Beschreibung des Mannes passe auf Otto Lenz, einen ihr bekannten Zuhälter. Nach weiteren Befragungen wurde Lenz am 13. Juni als Hauptverdächtiger verhaftet. Lenz erhielt aber ein Alibi von einem Versicherungsvertreter, der aussagte, am fraglichen Tag bis 14 Uhr mit Lenz zusammen gewesen zu sein. Die Ermittler überprüften daraufhin Theodor Berger und fanden heraus, dass er seit 18 Jahren mit Liebetruth zusammenlebte und ihr Zuhälter war. Dem angegebenen Altwarenhandel ging er nur selten nach, er diente lediglich als Tarnung. Berger war bereits unter anderem wegen Sachbeschädigung, Erregung öffentlichen Ärgernisses, Kuppelei, gefährlicher Körperverletzung und Diebstahls vorbestraft. Nach einigen weiteren Zeugenaussagen, die Berger in den Mittelpunkt der Ermittlungen rückten, verhaftete die Polizei Berger und Liebetruth.
Zeitgleich zogen Schiffer südlich des Plötzensees Lucies Kopf und ihre Arme aus dem Wasser. Liebetruth und Berger wurden mehrere Stunden verhört. Berger blieb bei seiner Aussage, Lucie Berlin an diesem Tag nicht gesehen zu haben und den fraglichen Tag größtenteils schlafend in Liebetruths Wohnung verbracht zu haben. Liebetruth erzählte, dass sie nach ihrer Entlassung aus dem Gefängnis bemerkt habe, dass ein kleiner Reisekorb fehlte. Berger erklärte ihr das Verschwinden damit, dass er betrunken eine Frau mit in Liebetruths Wohnung mitgenommen und sie mangels Bargeld für ihre Dienste mit dem Reisekorb bezahlt habe. Auf Nachfrage konnte Berger weder den Namen der Prostituierten nennen noch genauere Angaben über ihr Aussehen machen.

## Der Reisekorb
Am 17. Juni wurde die Berliner Bevölkerung informiert, dass im Zusammenhang mit dem Tode Lucie Berlins ein „weißer Reisekorb, 60 Zentimeter lang und 50 Zentimeter hoch, mit einem Tragegriff“ gesucht werde. Am Nachmittag wurden die Beine Lucies aus der Spree geborgen, vom Korb fehlte jede Spur. Die Polizei beauftragte den Chemiker Paul Jeserich mit der Suche nach Blutspuren in Liebetruths Wohnung. Jeserich ließ etliche Gegenstände, darunter Bergers Kleidung und Schuhe, das Abflussrohr des Spülbeckens in der Küche, alle Messer und Teile der Holzdielen aus dem Schlafzimmer in sein Labor bringen. Dort untersuchte er alle eingesammelten Gegenstände auf Blut, konnte aber bei den meisten nichts finden. Nur bei Bergers Kleidung ergab sich an einigen Stellen eine schwache Reaktion, das dort vorhandene Blut war aber so gründlich ausgewaschen worden, dass es nicht weiter getestet werden konnte.
Am Nachmittag des 26. Juni meldete sich ein Bootsmann bei der Polizei. Der Mann erklärte, er habe seit Wochen keine Zeitung gelesen und erst jetzt vom Fall Lucie Berlin erfahren. Am 11. Juni habe er einen Korb, auf den die Beschreibung passte, oberhalb der Kronprinzenbrücke aus der Spree gefischt. Am 27. Juni hatten die Ermittler den Reisekorb vor sich. An den Seiten klebten Reste von Packpapier, das dem Packpapier, das die Leichenteile umhüllt hatte, sehr ähnlich war. Liebetruth identifizierte den Korb als ihr Eigentum. Der Korb wurde zu Straßmann und Schulz in die Rechtsmedizin gebracht; bei den Untersuchungen fand man Blutspuren und Wollfasern am Korbgeflecht. Die Wollfasern stimmten mit den Fasern von Lucie Berlins Kleidung überein. Die Blutspuren am Korb wurden mittels des 1901 von Paul Uhlenhuth entwickelten Tests untersucht. Der Test ergab, dass das Blut eindeutig von einem Menschen stammte. Die Indizienkette gegen Theodor Berger galt damit als geschlossen.

## Beerdigung
Am 31. Juli 1904 wurde Lucie Berlin beerdigt. Der Beginn des Leichenzugs war für 15:30 Uhr angesetzt. Bereits gegen 14 Uhr warteten knapp 1000 Menschen vor dem Leichenschauhaus. Der Trauerzug mit offenem Leichenwagen und einer voranschreitenden Musikkapelle zog vom Gerichtsmedizinischen Institut durch die Ackerstraße zum St. Elisabeth-Friedhof. An der Beerdigung selbst nahmen schließlich mehr als 1000 Personen teil. Die Berliner Zeitungen, die vom Leichenfund an sehr detailgetreu berichtet hatten, kommentierten auch Lucies Beerdigung ausführlich. Die Berliner Morgenpost meldete, dass die freiwillige Sanitätskolonne während der Zeremonie fünfmal zum Einsatz kam.

## Der Prozess
Am 12. Dezember 1904 wurde der Prozess gegen den weiterhin leugnenden Berger eröffnet. Fast 100 Zeugen wurden an zehn Prozesstagen vernommen. Ein Ortstermin des Gerichtes in der Ackerstraße 130 geriet zu einem Menschenauflauf. Wieder berichtete die Berliner Presse in allen Details und druckte ganze Zeugenaussagen wortwörtlich ab. Das Interesse der Bevölkerung war ungebrochen groß, die Zuschauer forderten die Todesstrafe für Berger. Im Rahmen der Anklage legte der Gerichtsarzt Schulz die Ähnlichkeit der Wollfasern und den Blutartnachweis dar. Die Gegengutachter bestritten die Übereinstimmung der Wollfasern, zweifelten die Herkunft des Reisekorbes an und erklärten den Blutartnachweis für nicht schlüssig. August Wassermann wurde als Sachverständiger berufen und erklärte im Sinne der Anklage, die Untersuchungen seien vorschriftsmäßig ausgeführt worden, das Testergebnis „Menschenblut“ sei korrekt. Weiterhin äußerte sich Wassermann zu den Todesumständen Lucie Berlins. Diese sei entweder verblutet oder erstickt. Dafür sprachen die vorgefundenen typischen Erstickungsblutungen an Herz und Lunge. Der Körper des Kindes wies keine Strangulations- oder Würgemale auf. Wassermann ging deswegen von einer Erstickung durch ein auf das Gesicht gedrücktes Kissen oder durch das Zuhalten von Mund und Nase aus. Die Verteidiger Bergers wiesen letztendlich erfolglos auf den Umstand hin, dass in Liebetruths Wohnung keinerlei Blutspuren gefunden wurden. Die Gerichtsmediziner erklärten daraufhin, Berger könne das Blut in Schüsseln aufgefangen und die Leiche nackt zerteilt haben. Auch auf die große Verbreitung des gängigen Reisekorbmodells machten die Verteidiger aufmerksam und beriefen sich auf den Grundsatz „In dubio pro reo“ (‚Im Zweifel für den Angeklagten‘). Die Geschworenen befanden Berger in diesem Indizienprozess trotzdem für schuldig. Am 23. Dezember wurde Theodor Berger wegen Vergewaltigung und Totschlags zu 15 Jahren Zuchthaus verurteilt.